# Asota significans
Asota significans är en fjärilsart som beskrevs av Walker 1864. Asota significans ingår i släktet Asota och familjen nattflyn. Inga underarter finns listade i Catalogue of Life.